# Єгорович Володимир Олексійович
Володимир Олексійович Єгорович (1919—1953) — капітан Радянської Армії, учасник Другої світової війни, Герой Радянського Союзу (1946).

## Біографія

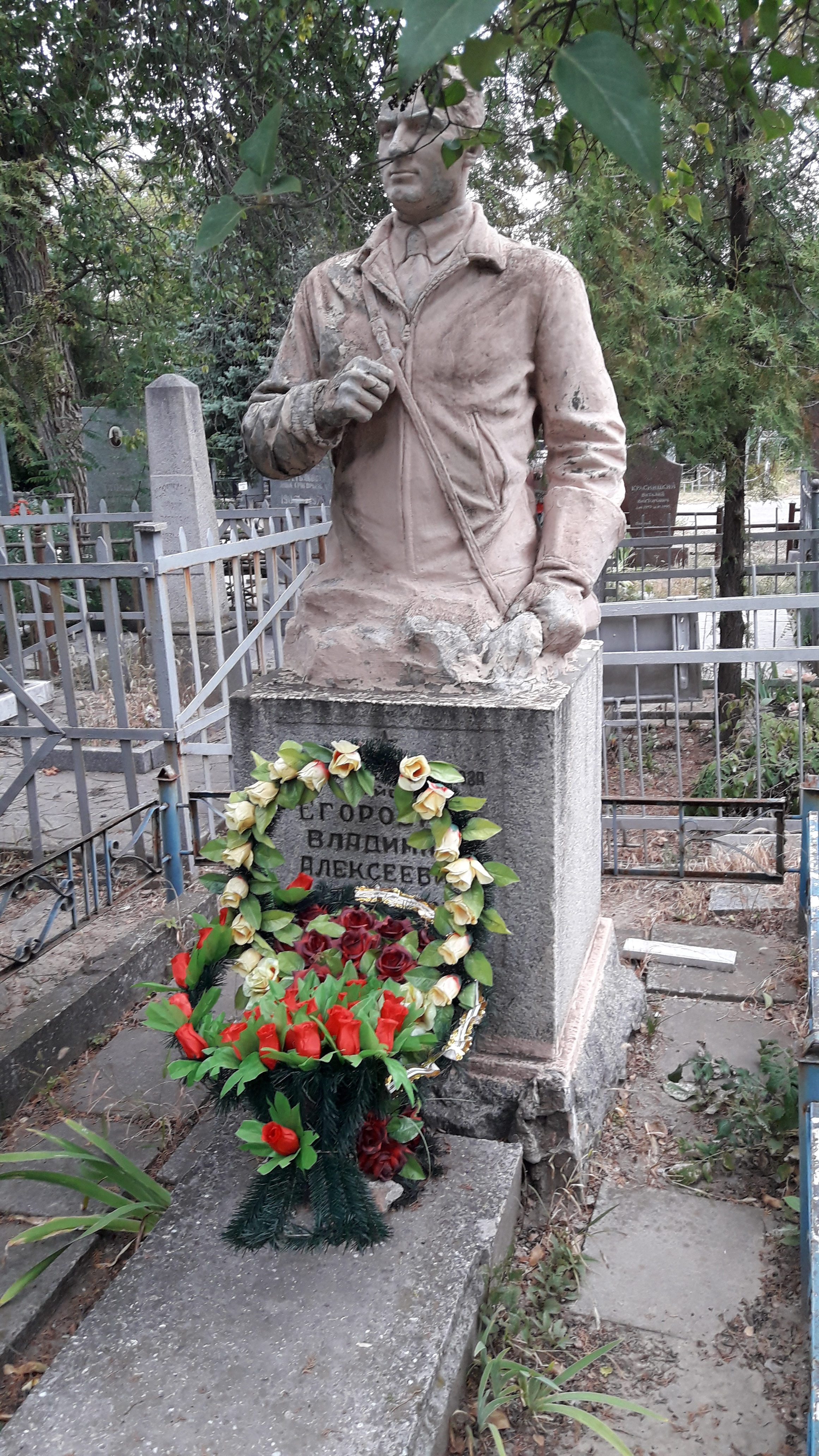
Могила В.О. Єгоровича в Запоріжжі

Володимир Єгорович народився 19 травня 1919 року в селі Сутиски (нині — селище в Тиврівському районі Вінницької області). Навчався у Вінницькому будівельному технікумі. У 1939 році призваний на службу в Робітничо-селянську Червону армію. У 1940 році закінчив Одеську військову авіаційну школу. З квітня 1943 року — на фронтах Другої світової війни.
До лютого 1945 року капітан Володимир Єгорович командував ескадрильєю 402-го винищувального авіаполку 265-ї винищувальної авіадивізії 3-го винищувального авіакорпусу 16-ї повітряної армії 1-го Білоруського фронту. До того часу він здійснив 248 бойових вильотів, взяв участь у 71 повітряному бою, в якому збив 22 ворожих літака.
Указом Президії Верховної Ради СРСР від 15 травня 1946 року за зразкове виконання бойових завдань командування на фронті боротьби з німецькими загарбниками і проявлені при цьому мужність і героїзм» капітан Володимир Єгорович удостоєний високого звання Героя Радянського Союзу з врученням ордена Леніна і медалі «Золота Зірка» за номером 7015.
Після закінчення війни Єгорович продовжив службу в Радянській Армії. З 1949 року служив у Запоріжжі, був начальником льотної частини Запорізького аероклубу. Трагічно загинув 27 квітня 1953 року, похований на Першотравневому кладовищі Запоріжжя.
Також нагороджений трьома орденами Червоного Прапора, орденами Олександра Невського і Вітчизняної війни 2-го ступеня, низкою медалей.